# Francisco Calvet
Francisco Calvet Puig (San Juan Despí, 1921-Hospitalet de Llobregat, 30 de noviembre de 2001) fue un jugador de fútbol español en los años 1940 y 1950.

## Biografía
De origen humilde, Calvet dejó la agricultura para dedicarse al fútbol. En 1939, con casi 18 años ingresa en el FC Barcelona. Su posición original en el campo era de interior y mediocentro pero alcanzó la fama jugando como lateral, siendo considerado uno de los mejores laterales de toda la historia del Barcelona. En esta posición permaneció el resto de su trayectoria en el Barça hasta 1952, año en que se marchó al Oviedo, donde estaría dos temporadas más.
Su última campaña en el FC Barcelona, la de la temporada 1951-52, fue una de las más memorables en la historia del Club, pues aunque ya no era titular fue la del mítico Barcelona de las cinco Copas (Liga, Copa de España, Copa Latina, Trofeo Martini Rossi y Copa Eva Duarte). 
Cuando colgó las botas, Calvet regresó a sus tareas agrícolas en su localidad natal de San Juan Despí. Murió en el hospital de Bellvitge de Barcelona debido a una grave enfermedad pulmonar.

## Trayectoria
En los 13 años que militó en el Barça disputó 238 encuentros, marcó diez goles y consiguió cuatro Ligas (1944-45, 1947-48, 1948-49 y 1951-52), tres Copas de España (1942, 1951 y 1952) , dos Copas Latinas (1949 y 1952) y dos Copas Eva Duarte Perón (1945 y 1948).
Con el Oviedo jugó dos temporadas.
Fue dos veces internacional absoluto con la Selección Española de Fútbol, la primera de ellas el 10 de junio de 1951, contra Bélgica en Bruselas (3-3), y la segunda una semana después, en Estocolmo ante Suecia (0-0).

## Palmarés

### Torneos nacionales
| Título                | Club         | País   | Año     |
| --------------------- | ------------ | ------ | ------- |
| Copa del Generalísimo | FC Barcelona | España | 1942    |
| Liga                  | FC Barcelona | España | 1944-45 |
| Copa de Oro           | FC Barcelona | España | 1945    |
| Liga                  | FC Barcelona | España | 1947-48 |
| Copa Eva Duarte       | FC Barcelona | España | 1948    |
| Liga                  | FC Barcelona | España | 1948-49 |
| Copa del Generalísimo | FC Barcelona | España | 1951    |
| Liga                  | FC Barcelona | España | 1951-52 |
| Copa del Generalísimo | FC Barcelona | España | 1952    |
| Copa Eva Duarte       | FC Barcelona | España | 1951-52 |

### Torneos internacionales
| Título      | Club         | Sede   | Año  |
| ----------- | ------------ | ------ | ---- |
| Copa Latina | FC Barcelona | Madrid | 1949 |
| Copa Latina | FC Barcelona | París  | 1952 |

## Reconocimientos
En San Juan Despí hay un polideportivo que lleva su nombre.